# Mysteriomorphus pelevini
Mysteriomorphus pelevini je vyhynulý brouk z druhohorní křídy, tedy z doby, kdy žili dinosauří. V roce 2019 byla fosílie tohoto druhu objevena v 99 milionů let starém jantaru v barmském státu Kačjin.

## Rekonstrukce fyzické podoby
V říjnu 2020 byla dokončena virtuální rekonstrukce fyzické podoby brouka za pomoci výpočetní tomografie. Na základě podrobného studia morfologie prostřednictvím této metody se podařilo brouka zařadit. Brouk byl velmi blízce příbuzný současným brokům z čeledi kovaříkovitých.

## Výzkum evoluce hmyzu v křídě
V jantarech byly během nálezu Mysteriomorphus pelevini nalezeni i další zástupci hmyzu a celkově tak přinesly svědectví o diverzitě a morfologii tehdy žijících evolučních linií a o složení tehdejších ekosystémů. Výsledky této studie mezinárodního týmu vědců pod vedením Robina Kundraty z Univerzity Palackého v Olomouci umožnily pochopoení evoluce hmyzu v období druhohorní křídy, kdy došlo k tzv. křídové revoluci, čili k postupnému nahrazování většiny nahosemenných rostlin kvetoucími rostlinami krytosemennými. To umožnilo prudký rozvoj mnoha skupin hmyzu, především opylovačů. Na druhou stranu vyhynuly ty skupiny hmyzu, jež byly přizpůsobeny dosavadním dominantním nahosemenným rostlinám. V rámci studie byl sestaven seznam druhů, které jsou známy jen z doby křídy a u nichž se tak předpokládá, že v tomto období vyhynuly.